# Camillina jeris
Camillina jeris är en spindelart som beskrevs av Norman I. Platnick och Mohammad U. Shadab 1982. Camillina jeris ingår i släktet Camillina och familjen plattbuksspindlar.
Artens utbredningsområde är Curaçao. Inga underarter finns listade.